# Mad Love (Linda Ronstadt)
Mad Love è il decimo album in studio della cantante statunitense Linda Ronstadt, pubblicato nel febbraio 1980.

## Tracce
Lato A
1. Mad Love – 3:40 (Mark Goldenberg)
2. Party Girl – 3:22 (Elvis Costello)
3. How Do I Make You – 2:25 (Billy Steinberg)
4. I Can't Let Go – 2:44 (Chip Taylor, Al Gorgoni)
5. Hurt So Bad – 3:17 (Teddy Randazzo, Bobby Weinstein, Bobby Hart)

Lato B
1. Look Out for My Love – 3:29 (Neil Young)
2. Cost of Love – 2:38 (Goldenberg)
3. Justine – 4:00 (Goldenberg)
4. Girls Talk – 3:22 (Costello)
5. Talking in the Dark – 2:12 (Costello)

## Formazione
- Linda Ronstadt - voce, cori
- Dan Dugmore - chitarra elettrica
- Waddy Wachtel - chitarra, cori
- Mark Goldenberg - chitarra elettrica, cori
- Bob Glaub - basso
- Russell Kunkel - batteria
- Bill Payne - tastiera
- Danny Kortchmar - chitarra elettrica
- Mike Auldridge - dobro
- Peter Bernstein - chitarra acustica
- Peter Asher, Steve Forman - percussioni
- Michael Boddicker - sintetizzatore
- Rosemary Butler, Kenny Edwards, Andrew Gold, Nicolette Larson - cori